# گرودک نووه
گرودک نووه (به لهستانی:  Gródek Nowy) یک روستا در لهستان است که در گمینا اوبرته واقع شده‌است.